# Marek Jutel
Marek Jutel (ur. 1964) – polski lekarz, alergolog.
Absolwent XIV Liceum Ogólnokształcącego im. Polonii Belgijskiej we Wrocławiu.
Profesor doktor habilitowany medycyny, specjalista chorób wewnętrznych. Od 2008 roku kierownik  Katedry i Zakładu Immunologii Klinicznej Uniwersytetu Medycznego we Wrocławiu. 
W latach 1994–1998 profesor nadzwyczajny w Katedrze i Klinice Chorób Wewnętrznych i Alergologii, a w latach 1998-2008 profesor zwyczajny.
W latach 2012–2014 był przewodniczącym Komitetu Naukowego (Scientific Program Committee) i członkiem zarządu (Executive Committee – od 2009) Europejskiej Akademii Alergologii i Immunologi Klinicznej. W okresie 2015–2019 sprawował stanowisko skarbnika tej organizacji. 3 czerwca 2019 został wybrany na stanowisko prezydenta Europejskiej Akademii Alergologii i Immunologii Klinicznej.
Marek Jutel jest autorem licznych publikacji naukowych, m.in. w czasopiśmie „Nature”, głównie z zakresu mechanizmów tolerancji antygenów i alergenów oraz immunoterapii swoistej.  Uczestniczył w opracowywaniu licznych eksperckich zaleceń dotyczących alergii i immunoterapii opublikowanych przez polskie i międzynarodowe towarzystwa naukowe (m.in. Polskie Towarzystwo Alergologiczne).  Jest pionierem badań nad zastosowaniem alergenów rekombinowanych w leczeniu chorób alergicznych.